# فولتا كولومبيا 2020
فولتا كولومبيا 2020 (بالإسبانية: Vuelta a Colombia 2020)‏ هو سباق دراجات هوائية، وهو الموسم السبعين من فولتا كولومبيا، وأقيم خلال الفترة من 13 نوفمبر 2020، وحتى 22 نوفمبر 2020، وشارك فيه  134 متسابقاً ووصل إلى نهايته  103 متسابقاً.
فاز بالمركز الأول وفي ترتيب النقاط للشباب دييغو كامارغو ‏، وفاز بالمركز الثاني أوسكار سبييا ريبيرا، وفاز بالمركز الثالث وفي ترتيب النقاط خوان بابلو سواريز، و ميديلين ‏، وفاز في تصنيف السرعة Juan Diego Hoyos ‏، وفاز في ترتيب الفرق ميديلين 2020 ‏، وفاز بتصنيف الصاعد Roosbelth Rojas ‏، وفاز في تصنيف الجبال سلفادور مورينو هيرنانديز ‏.

## الفرق
| فرق قارية (5)- ميديلين 2020 ‏ - Supergiros–Alcaldía de Manizales ‏ - Orgullo Paisa ‏ - Nu Colombia ‏ - Colombia Potencia de la Vida–Strongman ‏ فرق دراجات هواة (12)- Boyacá Raza de Campeones ‏ - UAE Team Colombia ‏ - Colnago CM Team ‏ - Talentos Colombia‏ - EBSA Empresa de Energía Boyacá‏ - Aguardiente Néctar-Indeportes Cundinamarca‏ - Ingeniería de Vías‏ - Sundark Arawak‏ - Alcaldía de La Vega - Store Tattoo - A Tope Cycling‏ - Fuerzas Armadas‏ - Fundación Depormundo‏ - Loteboy-Neiza-Alcaldía de Ventaquemada‏ |  |
| |  |

## المراحل
| قائمة المراحل | قائمة المراحل | قائمة المراحل                           | قائمة المراحل         | قائمة المراحل | قائمة المراحل             | قائمة المراحل   |
| المرحلة       | التاريخ       | الدورة                                  |                       | المسافة (كم)  | الفائز بالمرحلة           | القائد العام    |
| ------------- | ------------- | --------------------------------------- | --------------------- | ------------- | ------------------------- | --------------- |
| المرحلة 1     | 13 نوفمبر     | Villa de Leyva ‏ – Villa de Leyva ‏       | مرحلة مستوية          | 161٫5         | Bernardo Suaza ‏           | Bernardo Suaza ‏ |
| المرحلة 2     | 14 نوفمبر     | تونخا – Macanal ‏                        | مرحلة متوسطة          | 149٫5         | أنخيل سانشيز ‏             | أنخيل سانشيز ‏   |
| المرحلة 3     | 15 نوفمبر     | Sutatenza ‏ – Guasca ‏                    | مرحلة متوسطة          | 144٫6         | نيلسون سوتو ‏              | أنخيل سانشيز ‏   |
| المرحلة 4     | 16 نوفمبر     | إيباغيه – إيباغيه                       | مرحلة مستوية          | 100           | نيلسون سوتو ‏              | أنخيل سانشيز ‏   |
| المرحلة 5     | 17 نوفمبر     | إيباغيه – Alto de La Línea ‏             | مرحلة جبلية           | 122٫8         | سلفادور مورينو هيرنانديز ‏ | دييغو كامارغو ‏  |
| المرحلة 6     | 18 نوفمبر     | Armenia, Antioquia ‏ – Mirador El Tambo ‏ | مرحلة جبلية           | 145٫4         | Yeison Rincón ‏            | دييغو كامارغو ‏  |
| المرحلة 7     | 19 نوفمبر     | Chinchiná, Caldas ‏ – مانيزاليس          | مرحلة تسلق الجبل زمني | 22٫2          | أوسكار سبييا ريبيرا       | دييغو كامارغو ‏  |
| المرحلة 8     | 20 نوفمبر     | مانيزاليس – Belalcázar, Caldas ‏         | مرحلة جبلية           | 163٫3         | خوسيه تيتو هرنانديز       | دييغو كامارغو ‏  |
| المرحلة 9     | 21 نوفمبر     | La Pintada, Antioquia ‏ – ميديلين        | مرحلة متوسطة          | 87٫1          | خوان بابلو سواريز         | دييغو كامارغو ‏  |
| المرحلة 10    | 22 نوفمبر     | ميديلين – Alto Santa Helena ‏            | مرحلة متوسطة          | 72            | سلفادور مورينو هيرنانديز ‏ | دييغو كامارغو ‏  |

## النتيجة

### مرحلة 1
هي مرحلة مستوية، أقيمت في 13 نوفمبر 2020، وامتدّت لمسافة 161.5 كيلومتر. فاز بالمركز الأول، وتصدر الترتيب العام في نهاية المرحلة Bernardo Suaza ‏.
| التصنيف العام | التصنيف العام       | التصنيف العام                           | التصنيف العام | التصنيف العام |
| العداء        | العداء              | الفريق                                  | الوقت         |               |
| ------------- | ------------------- | --------------------------------------- | ------------- | ------------- |
| 1             | Bernardo Suaza ‏     | Supergiros–Alcaldía de Manizales ‏       | 3 س 42 د 47 ث |               |
| 2             | خوان بابلو سواريز   | Nu Colombia ‏                            | + 4 ث         |               |
| 3             | Luis Carlos Chía ‏   | Colnago CM Team ‏                        | + 9 ث         |               |
| 4             | خيرمان تشافيس ‏      | Nu Colombia ‏                            | + 10 ث        |               |
| 5             | أوسكار سبييا ريبيرا | ميديلين ‏                                | + 11 ث        |               |
| 6             | Johan Colón ‏        | Orgullo Paisa ‏                          | + 13 ث        |               |
| 7             | نيلسون سوتو ‏        | Colombia Potencia de la Vida–Strongman ‏ | + 13 ث        |               |
| 8             | Adrián Bustamante ‏  | Coldeportes Zenú ‏                       | + 13 ث        |               |
| 9             | Juan Tito Rendón ‏   | UAE Team Colombia ‏                      | + 13 ث        |               |
| 10            | Yeison Reyes ‏       | Nu Colombia ‏                            | + 13 ث        |               |
|               |                     |                                         |               |               |
|               |                     |                                         |               |               |

### مرحلة 2
هي مرحلة جبلية متوسطة، أقيمت في 14 نوفمبر 2020، وامتدّت لمسافة 149.5 كيلومتر. فاز بالمركز الأول، وتصدر الترتيب العام في نهاية المرحلة أنخيل سانشيز ‏.
| التصنيف العام | التصنيف العام       | التصنيف العام                           | التصنيف العام | التصنيف العام |
| العداء        | العداء              | الفريق                                  | الوقت         |               |
| ------------- | ------------------- | --------------------------------------- | ------------- | ------------- |
| 1             | أنخيل سانشيز ‏       | Nu Colombia ‏                            | 7 س 09 د 42 ث |               |
| 2             | خوان بابلو سواريز   | Nu Colombia ‏                            | + 2 ث         |               |
| 3             | دييغو كامارغو ‏      | Colombia Potencia de la Vida–Strongman ‏ | + 13 ث        |               |
| 4             | أوسكار سبييا ريبيرا | ميديلين ‏                                | + 15 ث        |               |
| 5             | داني أوسوريو ‏       | Orgullo Paisa ‏                          | + 17 ث        |               |
| 6             | Sebastián Castaño ‏  | Orgullo Paisa ‏                          | + 32 ث        |               |
| 7             | Robinson Chalapud ‏  | ميديلين ‏                                | + 40 ث        |               |
| 8             | خوسيه تيتو هرنانديز | ميديلين ‏                                | + 40 ث        |               |
| 9             | Aldemar Reyes ‏      | Nu Colombia ‏                            | + 40 ث        |               |
| 10            | Marco Suesca ‏       | Sundark Arawak ‏                         | + 43 ث        |               |
|               |                     |                                         |               |               |
|               |                     |                                         |               |               |

### مرحلة 3
هي مرحلة جبلية متوسطة، أقيمت في 15 نوفمبر 2020، وامتدّت لمسافة 144.6 كيلومتر. فاز بالمركز الأول نيلسون سوتو ‏، وتصدر الترتيب العام في نهاية المرحلة أنخيل سانشيز ‏.
| التصنيف العام | التصنيف العام       | التصنيف العام                           | التصنيف العام  | التصنيف العام |
| العداء        | العداء              | الفريق                                  | الوقت          |               |
| ------------- | ------------------- | --------------------------------------- | -------------- | ------------- |
| 1             | أنخيل سانشيز ‏       | Nu Colombia ‏                            | 10 س 48 د 49 ث |               |
| 2             | خوان بابلو سواريز   | Nu Colombia ‏                            | + 2 ث          |               |
| 3             | دييغو كامارغو ‏      | Colombia Potencia de la Vida–Strongman ‏ | + 13 ث         |               |
| 4             | أوسكار سبييا ريبيرا | ميديلين ‏                                | + 15 ث         |               |
| 5             | داني أوسوريو ‏       | Orgullo Paisa ‏                          | + 17 ث         |               |
| 6             | Sebastián Castaño ‏  | Orgullo Paisa ‏                          | + 32 ث         |               |
| 7             | Robinson Chalapud ‏  | ميديلين ‏                                | + 36 ث         |               |
| 8             | خوسيه تيتو هرنانديز | ميديلين ‏                                | + 40 ث         |               |
| 9             | Aldemar Reyes ‏      | Nu Colombia ‏                            | + 40 ث         |               |
| 10            | Marco Suesca ‏       | Sundark Arawak ‏                         | + 43 ث         |               |
|               |                     |                                         |                |               |
|               |                     |                                         |                |               |

### مرحلة 4
هي مرحلة مستوية، أقيمت في 16 نوفمبر 2020، وامتدّت لمسافة 100 كيلومتر. فاز بالمركز الأول نيلسون سوتو ‏، وتصدر الترتيب العام في نهاية المرحلة أنخيل سانشيز ‏.
| التصنيف العام | التصنيف العام       | التصنيف العام                           | التصنيف العام  | التصنيف العام |
| العداء        | العداء              | الفريق                                  | الوقت          |               |
| ------------- | ------------------- | --------------------------------------- | -------------- | ------------- |
| 1             | أنخيل سانشيز ‏       | Nu Colombia ‏                            | 13 س 13 د 39 ث |               |
| 2             | خوان بابلو سواريز   | Nu Colombia ‏                            | + 1 ث          |               |
| 3             | دييغو كامارغو ‏      | Colombia Potencia de la Vida–Strongman ‏ | + 13 ث         |               |
| 4             | أوسكار سبييا ريبيرا | ميديلين ‏                                | + 15 ث         |               |
| 5             | داني أوسوريو ‏       | Orgullo Paisa ‏                          | + 17 ث         |               |
| 6             | Sebastián Castaño ‏  | Orgullo Paisa ‏                          | + 32 ث         |               |
| 7             | Robinson Chalapud ‏  | ميديلين ‏                                | + 36 ث         |               |
| 8             | Aldemar Reyes ‏      | Nu Colombia ‏                            | + 38 ث         |               |
| 9             | خوسيه تيتو هرنانديز | ميديلين ‏                                | + 40 ث         |               |
| 10            | Marco Suesca ‏       | Sundark Arawak ‏                         | + 43 ث         |               |
|               |                     |                                         |                |               |
|               |                     |                                         |                |               |

### مرحلة 5
هي مرحلة جبلية، أقيمت في 17 نوفمبر 2020، وامتدّت لمسافة 122.8 كيلومتر. فاز بالمركز الأول سلفادور مورينو هيرنانديز ‏، وتصدر الترتيب العام في نهاية المرحلة دييغو كامارغو ‏.
| التصنيف العام | التصنيف العام             | التصنيف العام                           | التصنيف العام  | التصنيف العام |
| العداء        | العداء                    | الفريق                                  | الوقت          |               |
| ------------- | ------------------------- | --------------------------------------- | -------------- | ------------- |
| 1             | دييغو كامارغو ‏            | Colombia Potencia de la Vida–Strongman ‏ | 16 س 45 د 29 ث |               |
| 2             | خوان بابلو سواريز         | Nu Colombia ‏                            | + 23 ث         |               |
| 3             | أنخيل سانشيز ‏             | Nu Colombia ‏                            | + 40 ث         |               |
| 4             | داني أوسوريو ‏             | Orgullo Paisa ‏                          | + 43 ث         |               |
| 5             | أوسكار سبييا ريبيرا       | ميديلين ‏                                | + 55 ث         |               |
| 6             | سلفادور مورينو هيرنانديز ‏ | EBSA Empresa de Energía Boyacá ‏         | + 1 د 03 ث     |               |
| 7             | Robinson Chalapud ‏        | ميديلين ‏                                | + 1 د 38 ث     |               |
| 8             | هيرنان أغيري              | Colombia Potencia de la Vida–Strongman ‏ | + 1 د 45 ث     |               |
| 9             | Carlos Herney Soler ‏      | EBSA Empresa de Energía Boyacá ‏         | + 2 د 24 ث     |               |
| 10            | أريستوبولو كالا ‏          | Sundark Arawak ‏                         | + 2 د 36 ث     |               |
|               |                           |                                         |                |               |
|               |                           |                                         |                |               |

### مرحلة 6
هي مرحلة جبلية، أقيمت في 18 نوفمبر 2020، وامتدّت لمسافة 145.4 كيلومتر. فاز بالمركز الأول Yeison Rincón ‏، وتصدر الترتيب العام في نهاية المرحلة دييغو كامارغو ‏.
| التصنيف العام | التصنيف العام             | التصنيف العام                           | التصنيف العام  | التصنيف العام |
| العداء        | العداء                    | الفريق                                  | الوقت          |               |
| ------------- | ------------------------- | --------------------------------------- | -------------- | ------------- |
| 1             | دييغو كامارغو ‏            | Colombia Potencia de la Vida–Strongman ‏ | 20 س 01 د 59 ث |               |
| 2             | خوان بابلو سواريز         | Nu Colombia ‏                            | + 23 ث         |               |
| 3             | أنخيل سانشيز ‏             | Nu Colombia ‏                            | + 40 ث         |               |
| 4             | داني أوسوريو ‏             | Orgullo Paisa ‏                          | + 43 ث         |               |
| 5             | أوسكار سبييا ريبيرا       | ميديلين ‏                                | + 55 ث         |               |
| 6             | سلفادور مورينو هيرنانديز ‏ | EBSA Empresa de Energía Boyacá ‏         | + 1 د 03 ث     |               |
| 7             | Robinson Chalapud ‏        | ميديلين ‏                                | + 1 د 38 ث     |               |
| 8             | هيرنان أغيري              | Colombia Potencia de la Vida–Strongman ‏ | + 1 د 45 ث     |               |
| 9             | Carlos Herney Soler ‏      | EBSA Empresa de Energía Boyacá ‏         | + 2 د 24 ث     |               |
| 10            | أريستوبولو كالا ‏          | Sundark Arawak ‏                         | + 2 د 36 ث     |               |
|               |                           |                                         |                |               |
|               |                           |                                         |                |               |

### مرحلة 7
هي مرحلة أقيمت في 19 نوفمبر 2020، وامتدّت لمسافة 22.2 كيلومتر. فاز بالمركز الأول أوسكار سبييا ريبيرا، وتصدر الترتيب العام في نهاية المرحلة دييغو كامارغو ‏.
| التصنيف العام | التصنيف العام             | التصنيف العام                           | التصنيف العام  | التصنيف العام |
| العداء        | العداء                    | الفريق                                  | الوقت          |               |
| ------------- | ------------------------- | --------------------------------------- | -------------- | ------------- |
| 1             | دييغو كامارغو ‏            | Colombia Potencia de la Vida–Strongman ‏ | 20 س 45 د 57 ث |               |
| 2             | أوسكار سبييا ريبيرا       | ميديلين ‏                                | + 33 ث         |               |
| 3             | داني أوسوريو ‏             | Orgullo Paisa ‏                          | + 53 ث         |               |
| 4             | خوان بابلو سواريز         | Nu Colombia ‏                            | + 56 ث         |               |
| 5             | أنخيل سانشيز ‏             | Nu Colombia ‏                            | + 1 د 49 ث     |               |
| 6             | سلفادور مورينو هيرنانديز ‏ | EBSA Empresa de Energía Boyacá ‏         | + 2 د 48 ث     |               |
| 7             | هيرنان أغيري              | Colombia Potencia de la Vida–Strongman ‏ | + 3 د 17 ث     |               |
| 8             | Robinson Chalapud ‏        | ميديلين ‏                                | + 4 د 06 ث     |               |
| 9             | فابيو دوارتي              | ميديلين ‏                                | + 4 د 14 ث     |               |
| 10            | ديدييه لوبيز              | Orgullo Paisa ‏                          | + 5 د 06 ث     |               |
|               |                           |                                         |                |               |
|               |                           |                                         |                |               |

### مرحلة 8
هي مرحلة جبلية، أقيمت في 20 نوفمبر 2020، وامتدّت لمسافة 163.3 كيلومتر. فاز بالمركز الأول خوسيه تيتو هرنانديز، وتصدر الترتيب العام في نهاية المرحلة دييغو كامارغو ‏.
| التصنيف العام | التصنيف العام             | التصنيف العام                           | التصنيف العام  | التصنيف العام |
| العداء        | العداء                    | الفريق                                  | الوقت          |               |
| ------------- | ------------------------- | --------------------------------------- | -------------- | ------------- |
| 1             | دييغو كامارغو ‏            | Colombia Potencia de la Vida–Strongman ‏ | 24 س 28 د 09 ث |               |
| 2             | أوسكار سبييا ريبيرا       | ميديلين ‏                                | + 33 ث         |               |
| 3             | داني أوسوريو ‏             | Orgullo Paisa ‏                          | + 53 ث         |               |
| 4             | خوان بابلو سواريز         | Nu Colombia ‏                            | + 56 ث         |               |
| 5             | ديدييه لوبيز              | Orgullo Paisa ‏                          | + 1 د 34 ث     |               |
| 6             | أنخيل سانشيز ‏             | Nu Colombia ‏                            | + 2 د 01 ث     |               |
| 7             | خوسيه تيتو هرنانديز       | ميديلين ‏                                | + 3 د 38 ث     |               |
| 8             | سلفادور مورينو هيرنانديز ‏ | EBSA Empresa de Energía Boyacá ‏         | + 4 د 43 ث     |               |
| 9             | Sebastián Castaño ‏        | Orgullo Paisa ‏                          | + 4 د 51 ث     |               |
| 10            | Aldemar Reyes ‏            | Nu Colombia ‏                            | + 5 د 20 ث     |               |
|               |                           |                                         |                |               |
|               |                           |                                         |                |               |

### مرحلة 9
هي مرحلة جبلية متوسطة، أقيمت في 21 نوفمبر 2020، وامتدّت لمسافة 87.1 كيلومتر. فاز بالمركز الأول خوان بابلو سواريز، وتصدر الترتيب العام في نهاية المرحلة دييغو كامارغو ‏.
| التصنيف العام | التصنيف العام             | التصنيف العام                           | التصنيف العام  | التصنيف العام |
| العداء        | العداء                    | الفريق                                  | الوقت          |               |
| ------------- | ------------------------- | --------------------------------------- | -------------- | ------------- |
| 1             | دييغو كامارغو ‏            | Colombia Potencia de la Vida–Strongman ‏ | 26 س 57 د 38 ث |               |
| 2             | أوسكار سبييا ريبيرا       | ميديلين ‏                                | + 24 ث         |               |
| 3             | خوان بابلو سواريز         | Nu Colombia ‏                            | + 44 ث         |               |
| 4             | داني أوسوريو ‏             | Orgullo Paisa ‏                          | + 52 ث         |               |
| 5             | ديدييه لوبيز              | Orgullo Paisa ‏                          | + 1 د 34 ث     |               |
| 6             | أنخيل سانشيز ‏             | Nu Colombia ‏                            | + 2 د 01 ث     |               |
| 7             | خوسيه تيتو هرنانديز       | ميديلين ‏                                | + 3 د 38 ث     |               |
| 8             | Sebastián Castaño ‏        | Orgullo Paisa ‏                          | + 4 د 51 ث     |               |
| 9             | Aldemar Reyes ‏            | Nu Colombia ‏                            | + 5 د 20 ث     |               |
| 10            | سلفادور مورينو هيرنانديز ‏ | EBSA Empresa de Energía Boyacá ‏         | + 6 د 13 ث     |               |
|               |                           |                                         |                |               |
|               |                           |                                         |                |               |

### مرحلة 10
هي مرحلة جبلية متوسطة، أقيمت في 22 نوفمبر 2020، وامتدّت لمسافة 72 كيلومتر. فاز بالمركز الأول سلفادور مورينو هيرنانديز ‏، وتصدر الترتيب العام في نهاية المرحلة دييغو كامارغو ‏.
| التصنيف العام | التصنيف العام             | التصنيف العام                           | التصنيف العام  | التصنيف العام |
| العداء        | العداء                    | الفريق                                  | الوقت          |               |
| ------------- | ------------------------- | --------------------------------------- | -------------- | ------------- |
| 1             | دييغو كامارغو ‏            | Colombia Potencia de la Vida–Strongman ‏ | 29 س 39 د 30 ث |               |
| 2             | أوسكار سبييا ريبيرا       | ميديلين ‏                                | + 24 ث         |               |
| 3             | خوان بابلو سواريز         | Nu Colombia ‏                            | + 44 ث         |               |
| 4             | داني أوسوريو ‏             | Orgullo Paisa ‏                          | + 52 ث         |               |
| 5             | ديدييه لوبيز              | Orgullo Paisa ‏                          | + 1 د 50 ث     |               |
| 6             | أنخيل سانشيز ‏             | Nu Colombia ‏                            | + 2 د 59 ث     |               |
| 7             | خوسيه تيتو هرنانديز       | ميديلين ‏                                | + 3 د 31 ث     |               |
| 8             | سلفادور مورينو هيرنانديز ‏ | EBSA Empresa de Energía Boyacá ‏         | + 5 د 51 ث     |               |
| 9             | Aldemar Reyes ‏            | Nu Colombia ‏                            | + 5 د 53 ث     |               |
| 10            | خيرمان تشافيس ‏            | Nu Colombia ‏                            | + 6 د 50 ث     |               |
|               |                           |                                         |                |               |
|               |                           |                                         |                |               |

## التصنيف العام النهائي
| التصنيف العام          | التصنيف العام             | التصنيف العام                           | التصنيف العام  | التصنيف العام |
| العداء                 | العداء                    | الفريق                                  | الوقت          |               |
| ---------------------- | ------------------------- | --------------------------------------- | -------------- | ------------- |
| 1                      | دييغو كامارغو ‏            | Colombia Potencia de la Vida–Strongman ‏ | 29 س 39 د 30 ث |               |
| 2                      | أوسكار سبييا ريبيرا       | ميديلين ‏                                | + 24 ث         |               |
| 3                      | خوان بابلو سواريز         | Nu Colombia ‏                            | + 44 ث         |               |
| 4                      | داني أوسوريو ‏             | Orgullo Paisa ‏                          | + 52 ث         |               |
| 5                      | ديدييه لوبيز              | Orgullo Paisa ‏                          | + 1 د 50 ث     |               |
| 6                      | أنخيل سانشيز ‏             | Nu Colombia ‏                            | + 2 د 59 ث     |               |
| 7                      | خوسيه تيتو هرنانديز       | ميديلين ‏                                | + 3 د 31 ث     |               |
| 8                      | سلفادور مورينو هيرنانديز ‏ | EBSA Empresa de Energía Boyacá ‏         | + 5 د 51 ث     |               |
| 9                      | Aldemar Reyes ‏            | Nu Colombia ‏                            | + 5 د 53 ث     |               |
| 10                     | خيرمان تشافيس ‏            | Nu Colombia ‏                            | + 6 د 50 ث     |               |
|                        |                           |                                         |                |               |
| مصدر: Cycling Archives |                           |                                         |                |               |

### تصنيف النقاط
| تصنيف النقاط           | تصنيف النقاط              | تصنيف النقاط                            | تصنيف النقاط | تصنيف النقاط |
| العداء                 | العداء                    | الفريق                                  | النقاط       |              |
| ---------------------- | ------------------------- | --------------------------------------- | ------------ | ------------ |
| 1                      | خوان بابلو سواريز         | Nu Colombia ‏                            | 83 نقطة      |              |
| 2                      | أوسكار سبييا ريبيرا       | ميديلين ‏                                | 68 نقطة      |              |
| 3                      | دييغو كامارغو ‏            | Colombia Potencia de la Vida–Strongman ‏ | 51 نقطة      |              |
| 4                      | أنخيل سانشيز ‏             | Nu Colombia ‏                            | 39 نقطة      |              |
| 5                      | خوسيه تيتو هرنانديز       | ميديلين ‏                                | 39 نقطة      |              |
| 6                      | نيلسون سوتو ‏              | Colombia Potencia de la Vida–Strongman ‏ | 37 نقطة      |              |
| 7                      | Bernardo Suaza ‏           | Supergiros–Alcaldía de Manizales ‏       | 36 نقطة      |              |
| 8                      | داني أوسوريو ‏             | Orgullo Paisa ‏                          | 32 نقطة      |              |
| 9                      | Brayan Sánchez ‏           | ميديلين ‏                                | 32 نقطة      |              |
| 10                     | سلفادور مورينو هيرنانديز ‏ | EBSA Empresa de Energía Boyacá ‏         | 30 نقطة      |              |
|                        |                           |                                         |              |              |
| مصدر: Cycling Archives |                           |                                         |              |              |

### تصنيف الجبال
| تصنيف الجبال           | تصنيف الجبال              | تصنيف الجبال                            | تصنيف الجبال | تصنيف الجبال |
| العداء                 | العداء                    | الفريق                                  | النقاط       |              |
| ---------------------- | ------------------------- | --------------------------------------- | ------------ | ------------ |
| 1                      | سلفادور مورينو هيرنانديز ‏ | EBSA Empresa de Energía Boyacá ‏         | 38 نقطة      |              |
| 2                      | دييغو كامارغو ‏            | Colombia Potencia de la Vida–Strongman ‏ | 34 نقطة      |              |
| 3                      | خوان بابلو سواريز         | Nu Colombia ‏                            | 33 نقطة      |              |
| 4                      | داني أوسوريو ‏             | Orgullo Paisa ‏                          | 32 نقطة      |              |
| 5                      | أوسكار سبييا ريبيرا       | ميديلين ‏                                | 20 نقطة      |              |
| 6                      | نيكولاس باريديس           | ميديلين ‏                                | 19 نقطة      |              |
| 7                      | George Tibaquirá ‏         | Sundark Arawak ‏                         | 12 نقطة      |              |
| 8                      | هيرنان أغيري              | Colombia Potencia de la Vida–Strongman ‏ | 9 نقطة       |              |
| 9                      | أنخيل سانشيز ‏             | Nu Colombia ‏                            | 8 نقطة       |              |
| 10                     | Brayan Sánchez ‏           | ميديلين ‏                                | 8 نقطة       |              |
|                        |                           |                                         |              |              |
| مصدر: Cycling Archives |                           |                                         |              |              |

## تصنيف الفرق

### الفرق حسب الوقت
| تصنيف الفرق حسب الوقت  | تصنيف الفرق حسب الوقت                   | تصنيف الفرق حسب الوقت | تصنيف الفرق حسب الوقت |
| الفريق                 | الفريق                                  | الوقت                 |                       |
| ---------------------- | --------------------------------------- | --------------------- | --------------------- |
| 1                      | ميديلين 2020 ‏                           | 89 س 02 د 13 ث        |                       |
| 2                      | Nu Colombia ‏                            | + 2 د 13 ث            |                       |
| 3                      | Orgullo Paisa ‏                          | + 4 د 49 ث            |                       |
| 4                      | UAE Team Colombia ‏                      | + 31 د 18 ث           |                       |
| 5                      | Colombia Potencia de la Vida–Strongman ‏ | + 31 د 55 ث           |                       |
| 6                      | EBSA Empresa de Energía Boyacá ‏         | + 36 د 45 ث           |                       |
| 7                      | Supergiros–Alcaldía de Manizales ‏       | + 1 س 03 د 01 ث       |                       |
| 8                      | Boyacá Raza de Campeones ‏               | + 1 س 08 د 36 ث       |                       |
| 9                      | Ingeniería de Vías ‏                     | + 1 س 16 د 48 ث       |                       |
| 10                     | Talentos Colombia ‏                      | + 1 س 42 د 10 ث       |                       |
|                        |                                         |                       |                       |
| مصدر: Cycling Archives |                                         |                       |                       |

## تصانيف فرعية

### تصنيف أفضل عداء
| تصنيف أفضل عداء        | تصنيف أفضل عداء         | تصنيف أفضل عداء                   | تصنيف أفضل عداء | تصنيف أفضل عداء |
| العداء                 | العداء                  | الفريق                            | النقاط          |                 |
| ---------------------- | ----------------------- | --------------------------------- | --------------- | --------------- |
| 1                      | Juan Diego Hoyos ‏       | Colnago CM Team ‏                  | 29 نقطة         |                 |
| 2                      | Brayan Sánchez ‏         | ميديلين ‏                          | 11 نقطة         |                 |
| 3                      | Luis Carlos Chía ‏       | Colnago CM Team ‏                  | 8 نقطة          |                 |
| 4                      | Alejandro Ruiz ‏         | Supergiros–Alcaldía de Manizales ‏ | 7 نقطة          |                 |
| 5                      | خيرمان تشافيس ‏          | Nu Colombia ‏                      | 6 نقطة          |                 |
| 6                      | أوسكار سبييا ريبيرا     | ميديلين ‏                          | 5 نقطة          |                 |
| 7                      | فابيو دوارتي            | ميديلين ‏                          | 5 نقطة          |                 |
| 8                      | Sebastián Castaño ‏      | Orgullo Paisa ‏                    | 4 نقطة          |                 |
| 9                      | Nicolás García Alvarez ‏ | Fuerzas Armadas ‏                  | 4 نقطة          |                 |
| 10                     | بريان غوميز             | Supergiros–Alcaldía de Manizales ‏ | 4 نقطة          |                 |
|                        |                         |                                   |                 |                 |
| مصدر: Cycling Archives |                         |                                   |                 |                 |

### تصنيف أفضل شاب
| تصنيف أفضل شاب         | تصنيف أفضل شاب       | تصنيف أفضل شاب                          | تصنيف أفضل شاب | تصنيف أفضل شاب |
| العداء                 | العداء               | الفريق                                  | الوقت          |                |
| ---------------------- | -------------------- | --------------------------------------- | -------------- | -------------- |
| 1                      | دييغو كامارغو ‏       | Colombia Potencia de la Vida–Strongman ‏ | 29 س 39 د 30 ث |                |
| 2                      | Rafael Pineda ‏       | UAE Team Colombia ‏                      | + 14 د 21 ث    |                |
| 3                      | Roosbelth Rojas ‏     | UAE Team Colombia ‏                      | + 16 د 56 ث    |                |
| 4                      | Juan Tito Rendón ‏    | UAE Team Colombia ‏                      | + 17 د 50 ث    |                |
| 5                      | Carlos Herney Soler ‏ | EBSA Empresa de Energía Boyacá ‏         | + 19 د 06 ث    |                |
| 6                      | Juan Pablo Vallejo ‏  | UAE Team Colombia ‏                      | + 22 د 18 ث    |                |
| 7                      | Óscar Fernández ‏     | Boyacá Raza de Campeones ‏               | + 28 د 48 ث    |                |
| 8                      | Adrián Bustamante ‏   | Coldeportes Zenú ‏                       | + 38 د 04 ث    |                |
| 9                      | Pedro Ruíz ‏          | Boyacá es Para Vivirla ‏                 | + 38 د 41 ث    |                |
| 10                     | Juan Pablo Restrepo ‏ | UAE Team Colombia ‏                      | + 39 د 13 ث    |                |
|                        |                      |                                         |                |                |
| مصدر: Cycling Archives |                      |                                         |                |                |

## وصلات خارجية
- فولتا كولومبيا 2020 في موقع Cycling Archives سايكلنج أركايفز